# Канукова, Лариса Харитоновна
Лари́са Харито́новна Ка́нукова (осет.: Хъаныхъуаты Харитъоны чызг Ларисæ; род. 11 июля 1951, Орджоникидзе, РСФСР, СССР) — советский и российский композитор, педагог, заместитель председателя правления Союза композиторов Республики Северная Осетия-Алания.
Заслуженный деятель искусств РФ (1993). Член Союза композиторов СССР с 1975 года.
Автор 3 симфоний, 5 кантат, многочисленных хоровых, вокальных, инструментальных циклов, камерной и программной музыки, музыки к спектаклям и кино.

## Биография
После окончания Орджоникидзевского музыкального училища, поступила в Московскую консерваторию, на факультет композиции в класс Арама Хачатуряна.
В 1975 году с отличием заканчивает консерваторию с дипломной работой «Праздничная увертюра», которая была исполнена Московским государственным симфоническим оркестром под руководством Вероники Дударовой в Большом зале Московской консерватории.
В 1975 году принята в Союз композиторов СССР.
В 1982—1985 гг. обучалась в аспирантуре Московской консерватории у профессора А. С. Лемана.
Лариса Канукова являлась членом жюри многих конкурсов молодых композиторов.
С 2004 года директор и художественный руководитель, созданной ей, Государственной музыкальной школы композиции в г. Владикавказ.
Живёт и работает во Владикавказе.

## Произведения
Оперы
- «Яблоко нартов», в трёх актах, 2012

Балеты
- «Перед судом», в двух актах, на либретто О. Егоровой и Ю. Мячиной по поэме К. Л. Хетагурова, 1980

Симфонии
- Симфония № 1, одночастная, 1978
- Симфония № 2, в 3-х частях, 1991
- Симфония № 3, 1981—1999

Кантаты
- «Мементо» цикл кантат для смеш. хора и симф. оркестра на стихи Г. Лорки, 1977—1981:
  - Кантата № 1 «Утро»
  - Кантата № 2 «День»
  - Кантата № 3 «Вечер»
  - Кантата № 4 «Ночь»
- Кантата «Солнечная» для детского хора и симфонического оркестра на стихи К. Ходова, 1981

Для оркестра
- Увертюра «Праздничная», 1975

Хоровые
- «Гино», «Школьник» для детского хора и оркестра на стихи К. Л. Хетагурова, 1979
- «Иристон» поэма для смешанного хора в 2-х частях, 1984
- «Аргъау» для женского хора, 1987
- «Сонет Петрарки» для смешанного хора, 1988
- Три сонета Микеланджело для смешанного хора, 1989
- Сонеты Шекспира, цикл для женского хора, 1993
- «Хохаг куывд» для женского хора, 1993
- Гимн для хора и большого симфонического оркестра, 1994
- Экспромты на Рождество, цикл для женского хора, 1994

Инструментальные
- Концерт для фортепиано с оркестром, 1998
- Струнный квартет № 1, 1971
- Струнный квартет № 2, 1972
- Струнный квартет № 3, 1990
- Соната для скрипки и фортепиано, 1970
- Соната для кларнета и фортепиано, 1974
- Прелюдия и фуга для флейты, гобоя, кларнета и фагота, 1973
- Квартет для деревянных духовых, 1972
- Фанфары для медных духовых, 1973
- Скерцо для флейты, скрипки и фортепиано, 1978
- Токката для фортепиано, 1979
- Сборник детских пьес фортепиано, 1969
- «Утро в горах», пьеса для фортепиано, 1969

Для голоса
- 4 романса для голоса и фортепиано на стихи К. Л. Хетагурова, 1970
- «Я в этот мир пришёл», баллада для тенора и фортепиано на стихи К. Бальмонта, 1976
- Cantus firmus для сопрано и органа, 1982
- Песни от первого лица, цикл для голоса и фортепиано на стихи Р. Бернса, О. Хайама, М. Сервантеса, А. Пушкина
- «В бурю», баллада для меццо-сопрано и фортепиано на стихи К. Л. Хетагурова, 1994
- «Надписи», цикл песен для голоса и фортепиано на стихи Р. Гамзатова, 1994

## Награды
- Заслуженный деятель искусств РФ (1993)[1]
- Заслуженный деятель искусств Северо-Осетинской АССР (1986)
- Лауреат I премии международного конкурса композиторов в Берне (Швейцария, 1990)